# Luigi Bielli
Luigi Bielli (ur. 21 czerwca 1964 w Sienie) – włoski kolarz torowy i szosowy, srebrny medalista torowych mistrzostw świata.

## Kariera
Największy sukces w karierze Luigi Bielli osiągnął w 1986 roku, kiedy zdobył srebrny medal w wyścigu ze startu zatrzymanego amatorów podczas mistrzostw świata w Colorado Springs 1986. W wyścigu tym uległ jedynie swemu rodakowi Mario Gentilemu, a bezpośrednio wyprzedził Austriaka Rolanda Königshofera. Bielli startował także w wyścigach szosowych, zwyciężając między innymi we włoskim Settimana Lazio w latach 1987 i 1988 oraz w klasyfikacji generalnej hiszpańskiego Cinturón a Mallorca w 1988 roku. Nigdy nie startował na igrzyskach olimpijskich.